# Forsvarsmekanisme
En forsvarsmekanisme er en ubevidst psykisk mekanisme, der har til formål at beskytte individet mod uønsket psykisk smerte. Forsvarsmekanismen beskytter mod den smerte, der er forbundet med individets ubehagelige erindringer, dets indre konflikter, og dets konflikter med andre individer.
Forsvarsmekanismerne er lige så vigtige for psykens overlevelse, som immunforsvaret er for kroppens overlevelse. Men ligesom immunforsvaret kan udvikle sygelige reaktioner som allergier, kan en fejludvikling i forsvarsmekanismerne medføre problemer, såsom tvangshandlinger, der gentages igen og igen (f.eks. vaskeritualet: Hænderne bliver vasket i meget lang tid og mange gange om dagen).
Brugen af forsvarsmekanismer er ubevidst. Individet er ikke klar over, at det bruger dem. Som et eksempel kan nævnes en kvinde, der ubevidst sørger for at glemme et tilfælde af voldtægt i sin barndom for at undgå den smertefulde erindring om den. Erindringen kan dog under særlige omstændigheder gøres bevidst, for eksempel under psykoterapi.

## Typer af forsvarsmekanismer
Man skelner normalt mellem primitive/tidlige forsvarsmekanismer og højere forsvarsmekanismer. De primitive forsvarsmekanismer dannes i den tidlige barndom og er blandt andet kendetegnet ved sort-hvid-tænkning. De højere forsvarsmekanismer dannes i en senere periode. Forsvarsmekanismer optræder både ved neurotisk og ikke-neurotisk adfærd.

### Primitive forsvarsmekanismer

#### Projektion
Ved projektion overfører man egenskaber fra sig selv til andre. Ordsproget "Tyv tror, hver mand stjæler" forklarer mekanismen. Nogle gange kan det være en person med et stærkt overjeg, der ikke vil anerkende sin seksualdrift, og som derfor tillægger andre personer den fornægtede seksualdrift. Ved sygelige tilstande som paranoid psykose eller ved personlighedsforstyrrelser som den paranoide personlighedsforstyrrelse ses det ofte, at personen tillægger andre personer handlinger og udsagn på et fuldstændig urealistisk grundlag.

#### Splitting
Ved splitting (”opdeling”) spaltes et individ i "godt" og "ondt." Disse to sider er fuldkommen adskilte. Mekanismen ses blandt andet hos barnet, der på den ene side kan betragte moderen som den "onde" mor, og på den anden side som den "gode" mor. Ved at holde de to sider adskilt kan barnet både elske og hade sin mor, som jo i virkeligheden er den samme person.
Et eksempel kunne være, at moderen ikke vil købe en is til barnet. Derved vil hun blive betragtet som "den onde mor". Men hvis hun køber isen, vil hun være "den gode mor." Med alderen bliver splitting-mekanismen dog svagere, i takt med at barnet bliver bedre til at integrere både gode og onde sider i sit billede af moderen.
Ved splitting kan personen også spalte sig selv i en god side og en ond side, som ikke har kontakt med hinanden. Den form for splitting ses ofte ved psykotiske tilstande, hvor den onde side kan blive projiceret ud på omverdenen, der kan ende med at blive opfattet som onde forfølgere, stemmer, stråler eller andre ubehagelige påvirkninger. Splitting er også den hyppigste forsvarsmekanisme ved folk med borderline personlighedsforstyrrelse.

#### Idealisering
Ved idealisering ser man kun de gode sider ved en person. Idealisering optræder i barnets udvikling, men også hos personer med borderline personlighedsforstyrrelse.

#### Devaluering
Ved devaluering ser man kun svaghederne og fejlene hos en anden person. Devaluering kan mindske følelsen af tab, angst og afvisning. Sammen med idealisering er devaluering kernen i forsvarsmekanismen splitting.

### Højere forsvarsmekanismer

#### Fortrængning
Fortrængning er den grundlæggende forsvarsmekanisme indenfor de "højere forsvarsmekanismer". De øvrige højere forsvarsmekanismer kan siges at være varianter af fortrængning.
Fortrængning indebærer, at en forestilling eller følelse fuldstændig udelukkes fra bevidstheden – simpelthen glemmes. Fortrængningens formål er at skåne jeget for truende og dermed angstfremkaldende oplevelser. Konfliktens indhold og den dermed forbundne følelse skubbes helt ud af bevidstheden. På den måde slipper jeget for at konfrontere sig med det truende materiale.
Fortrængning er den mest effektive forsvarsmekanisme. Den har dog den pris, at det kræver meget energi at holde det fortrængte ude, og sammenhængen i personligheden kommer let til at mangle.

#### Fornægtelse
Fornægtelse er en speciel variant af fortrængning. Ved fornægtelse undgår man at konfrontere sig med angstfremkaldende og truende oplevelser af den indre eller ydre virkelighed. Eksempelvis kan man se, at barnet i en skræmmende situation trækker tæppet over hovedet og tænker: "Når jeg ikke ser det, så er det der ikke."
Fornægtelse ses hovedsageligt ved mindre børn. Mekanismen er uhensigtsmæssig ved voksne mennesker, da den fordrejer virkeligheden på en farlig måde. I visse angstprægede situationer er denne type forsvar dog almindelig ved det voksne menneske. Hvis man f.eks. er hos lægen og får at vide, at man bærer på en dødelig sygdom, kan man simpelthen undgå at høre lægens besked, og erstatte den med en anden besked.

#### Reaktionsdannelse
Ved reaktionsdannelse ændrer man en indre driftsimpuls til det modsatte på ydersiden. Eksempelvis kan lysten til aggressivitet skjules som venlighed udenpå, uden at individet selv er bevidst om denne proces. Ved OCD ses reaktionsdannelse ved at man gør det modsatte af ens ubevidste og uacceptable impulser. For eksempel tjekker man igen og igen, at der ikke er gået ild i huset, når man selv har en ubevidst trang til at sætte ild til det.

#### Forskydning
Ved forskydning knyttes en forbudt følelse til et andet objekt eller en anden situation. Et eksempel er en mand, der er vred på sin chef, fordi denne har været ubehagelig over for ham. Men i stedet for at lade vreden gå ud over chefen, lader han vreden gå ud over sin kone, når han kommer hjem fra arbejde.
I barnets udvikling kan forskydning også forekomme ved at barnet forskyder det store behov for forældrekontakt fra forældrene til et andet objekt, f.eks. en bamse.

#### Identifikation
Ved identifikation indlemmes egenskaber hos andre mennesker i jeget. Egenskaber, som man ønsker at være i besiddelse af, bliver oplevet som en del af en selv. Det ses ofte, at barnet identificerer sig med en anden, fordi det længes efter at komme til at ligne denne anden. Identifikation er en vigtig forsvarsmekanisme gennem opvæksten, og evnen til at identificere sig med andre er en forudsætning for samfundstilpasningen.
Identifikationen kan dog også finde sted på grund af angst for personen, og i så fald handler det om at få kontrol over angsten. I børnepsykologien kaldes det "identifikation med angriberen". Det ses i de familier, hvor barnet identificerer sig med den frygtede faderfigur for at undgå den trussel, han repræsenterer.

#### Rationalisering
Rationalisering (også kaldt efterrationalisering) består i, at man finder en tilsyneladende logisk grund til hændelser, der er ubehagelige eller pinagtige for én. I ordsproget om ræven og rønnebærrene foretager ræven en rationalisering: ”De er sure, sagde ræven om rønnebærrene; den kunne ikke nå dem.”

#### Regression
Ved regression vender man tilbage til et tidligere psykisk udviklingstrin, hovedsageligt til en periode der indebærer en trøstende oplevelse. Det vil typisk være sådan, at der er sket en fastlåsning på et udviklingstrin, som man aldrig er blevet helt færdig med. Man vender tilbage til et barnligt stadium, fordi man ikke ønsker at tage et ”voksent” ansvar.

#### Sublimering
Sublimering hører til en af de højst udviklede forsvarsmekanismer. "Sublim" betyder ophøjet, og sublimering er ifølge Freud en psykisk proces, hvori driftsenergien ”ophøjes” (sublimeres) fra at blive brugt til simpel tilfredsstillelse af drifterne til at blive brugt til andre aktiviteter, der sættes højt i samfundet. Det kan f.eks. være, at den energi, der er knyttet til seksualdriften, ”ophøjes” (sublimeres) til udøvelse af videnskab og kunst. Det var det, der skete for Grundtvig, da han i en periode i sin ungdom led af ulykkelig kærlighed. Han skrev i sin dagbog: ”Jeg må vel kalde en lykke, at min kærlighed var ulykkelig, siden den gjorde mig virksom og bidrog til mine kundskabers forøgelse.” (Dagbogsoptegnelse, 10. sept. 1806)

#### Kompensering
Ved kompensering rettes driftsenergien mod noget andet, men ikke noget specielt godt eller ophøjet. Man kan f.eks. rette såvel aggressionsenergi som lystenergi mod en sportsudøvelse eller en frimærkesamling. Kompensering indebærer ofte, at man råder bod på en fiasko på ét område ved at have succes på et andet. Formålet med kompensering er at opretholde en positiv selvvurdering.

#### Fantasi
Fantasi dækker over fænomener som eskapisme og dagdrømmeri ud af en uønsket livssituation. Det kan forekomme i meget varierende grader, og de fleste vil have oplevet det lejlighedsvist. Faren ved eskapisme er, at man flygter fra en nødvendig konfrontation med virkeligheden og dens opgaver.

#### Affektisolation
Ved affektisolation forskydes det følelsesmæssige indhold ud af bevidstheden. Et eksempel kan være, at man har en livstruende sygdom og diskuterer den stille og roligt med en anden person, uden at vise følelser. Sådan et forsvar er det ofte umuligt at bryde igennem, da det er blevet en integreret del af personligheden.
En variant af affektisolation er intellektualisering, som indebærer, at man forholder sig intellektuelt til smertefulde eller belastende oplevelser uden at blive overmandet af følelser. Det kan i visse tilfælde være nødvendigt at bruge affektisolation og intellektualisering; for eksempel hvis man arbejder på et hospital, hvor det fra tid til anden er påkrævet, at man ikke bliver overvældet af følelser, når man ser lidende patienter.

#### Annullering
Ved annullering søger man at ophæve skyldfølelse og angst for forbudte handlinger og tanker ved at udføre handlinger, der gør skaden god igen.
Annullering ses i forbindelse med OCD. Mange tilfælde af narkomani og alkoholisme er også blevet tolket som ubevidst selvafstraffelse over forbudte og fortrængte tanker, f.eks. barndommens lejlighedsvise aggressioner mod familiemedlemmer. Mange velgørende institutioner kan sandsynligvis også takke annulleringstrangen for en stor del af deres indtægter.[kilde mangler]

#### Depersonalisering
Depersonalisering viser sig ved chokadfærd, hvor man ikke sanser virkeligheden eller føler noget, fordi det gør for ondt. Tilstanden er blandt andet beskrevet af ofre for trafikulykker, incest og voldtægt. Ofrene oplever det som: "Det her er ikke virkeligt, det sker ikke.” I særligt svære tilfælde kan det udvikle sig til forsvarsmekanismen derealisering. Her hører den sidste evne til virkelighedserkendelse op: Et bord genkendes ikke som et bord, men opleves som et meningsløst virvar af linjer og flader.